# Morávka (rameno Moravy)
Morávka také Morávka-náhon je levé rameno řeky Moravy, v Hornomoravském úvalu, na pomezí okresů Olomouc a Přerov v České republice. Jde o pozůstatek jednoho z historických řečišť Moravy, dnes drobnou klikatící se říčku, která spolu s hlavním tokem řeky vytváří v okolní krajině protáhlý ostrov, téměř 12 kilometrů dlouhý a od 0,5 do 1,5 kilometru široký. Délka jejího toku činí 18,5 km a plocha povodí měří 155,0 km².
V minulosti se název Morávka používal i pro jiné náhony či ramena řeky Moravy, například pro rameno přes Strážnici, které bylo později napřímeno a přestavěno na část Baťova kanálu. 

## Průběh toku
Od Moravy se rameno odděluje u obce Kožušany-Tážaly na jezu Tážaly. Těsně pod rozdělením zleva přitéká potok Týnečka, který je však shybkou převeden pod Morávkou přímo do Moravy. Asi o kilometr níže, poblíž mostu místní silnice Blatec - Grygov, se po levé straně Morávky dobývá štěrkopísek (těžbu provozuje společnost Štěrkovny Olomouc a.s.) a na pravém břehu stojí Blatecký mlýn, nadlouho jediná samota podél ramene, jinak odlehlého od okolních obcí; Morávku prakticky obklopuje plochá krajina, využívaná převážně zemědělsky. Neustále zaklikacený tok ve zhruba kilometrovém odstupu sleduje hlavní koryto Moravy k jihojihovýchodu. Na jeho levém břehu se prostírá velký (cca 2,5 × 2,5 km) lužní les Království, velmi cenný z přírodovědeckého hlediska a zčásti chráněný coby přírodní rezervace a evropsky významná lokalita. Poblíž Brodku u Přerova Morávku přemosťuje silnice II/150 Prostějov - Přerov a zleva ve výšce 202 m ústí potok Olešnice. Pravý břeh odtud lemuje další, menší, les a směrem k Moravě je prokopán odlehčovací kanál, zvaný Průpich. Těsně za ním se zleva vlévá potok Loučka, svedený sem shybkou pod Olešnicí (do níž by se jinak vlil nejprve). Po levé straně následuje obec Citov, jediná vesnice přímo při Morávce (v Citově tok přemosťuje silnice do Věrovan a Nenakonic). Za dalším větším lesem se pak Morávka zvolna stáčí k jihozápadu a v prostoru mezi Tovačovem a Troubkami (asi kilometr a půl nad ústím Bečvy) odevzdává svoje vody zpět do Moravy.

## Významné přítoky
(L=levý, P=pravý)
- Olešnice (L) – u Brodku u Přerova
- Loučka (L) – před Citovem; překonává Olešnici shybkou

## Mlýny
Mlýny jsou seřazeny po směru toku Morávky.
- Blatecký mlýn – Blatec čp. 51, okres Olomouc
- Citovský mlýn – Citov čp. 38, okres Přerov, kulturní památka